# جاك راسيل (لاعب كريكت)
جاك راسيل (15 أغسطس 1963 في المملكة المتحدة - ) (بالإنجليزية: Jack Russell) هو رسام ولاعب كريكت بريطاني. شارك مع منتخب إنجلترا للكريكت. أما مع النوادي، فقد لعب مع نادي مقاطعة غلوستر للكريكت ‏.

## وصلات خارجية
- جاك راسيل على موقع إي آس بي آن كريك إنفو (الإنجليزية)